# 巻機山
巻機山（まきはたやま）は、新潟県南魚沼市と群馬県利根郡みなかみ町の境、三国山脈（越後山脈・上越山地）にある標高1,967メートルの山。日本百名山、甲信越百名山、新潟100名山、越後百山、ぐんま百名山のひとつ。

## 概要
新潟県側は南を流れる登川および北を流れる五十沢川の源流として魚沼連峰県立自然公園の中にあり、山頂付近は第一種特別地域に指定されている。群馬県側は利根川の源流としてみなかみユネスコエコパークの緩衝地域に指定されている。また、群馬県側の巻機山東面は群馬県緑地環境保全地域となっている。西側には信濃川水系の魚野川があり、東側には矢木沢ダム（奥利根湖）がある分水界となっている。2023年1月、87年振りに樹氷を確認。

## 地形・地質

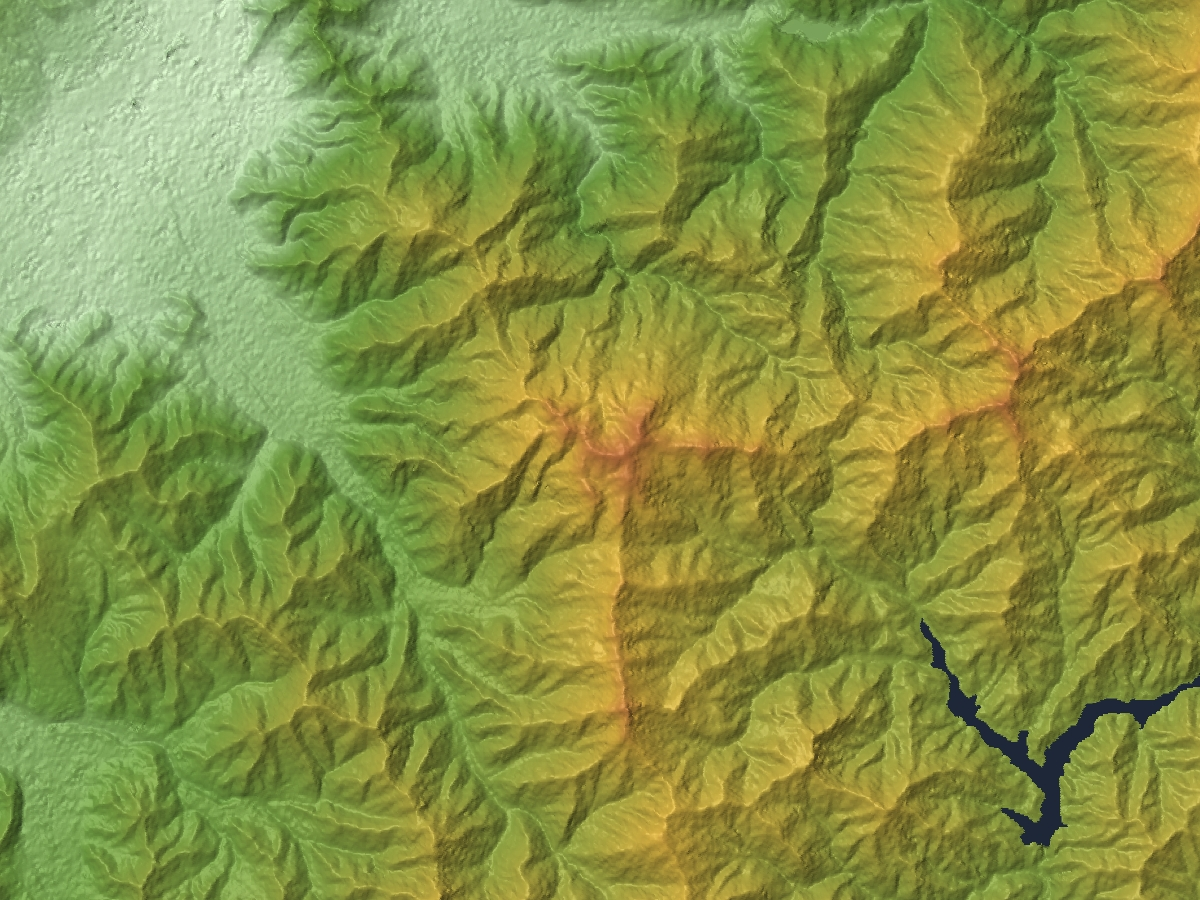
巻機山(中央)の地形図

主として上越帯・上越変成帯および足尾帯を基盤として、三畳紀奥利根層群の堆積岩中に花崗岩と花崗閃緑岩が貫入している（シームレス地質図V2より）。日本海側気候で冬季に多くの降雪があり、山頂付近には初夏まで雪田が残ることで雪窪（雪食凹地）などが生まれ、周氷河地形の特徴を呈している。泥炭層を中心に高層湿原や池塘が草原状に広がり、高山植物が多数生育する。
本峰を中心として複数のピークが集まって山塊を形成している。山頂の標識は1,962mにある巻機権現の御機屋（おはたや）に置かれているが、実際の最高地点はそこから牛ヶ岳方面へ400mほど進んだところの登山道の外にあり、目印に石が積まれているが、ここには山頂の標識はない。前巻機と本峰の間の鞍部に避難小屋あり。
- 本峰 1,967m
- 牛ヶ岳 1,961.6m - 三越稲荷
- 割引岳 1,930.8m - 一等三角点
- 前巻機（ブサノ頭、滑ノ沢ノ頭、三倉沢頭） 1,861m - 清水からの登山道の九合目にあたり、「ニセ巻機山」と書かれた標識が立つ。
- 黒岩峰 1,446m
- 神字入リノ頭（神字山） 1,880m
- 南入ノ頭 1,781m

豊富な雪解け水によって渓谷が発達している。
- 割引沢
- ヌクビ沢
- 天狗岩（黒ツブネ）
- 米子沢

- 裏巻機渓谷
- 神字沢
- 二子沢川

## 信仰・伝説
女性的な山容であること、麓の南魚沼市で家内制手工業として織物が発達したことなどから、機織りの神として信仰を集めている。
巻機権現社は南魚沼市清水にある、巻機山そのものを神格とした神社。大正の頃は木花之開耶姫命を祭る富士神社であったが、昭和の頃に万学院の田村空観が巻機講の拠点として、また巻機権現の里宮として整備した。8月上旬に火渡りの神事が行われる。
巻機山万学院（萬学院）は南魚沼市塩沢にある本山修験宗の寺院。毎年2月の「しおざわ雪譜まつり」では、百八燈大護摩が行われる。
巻機神社は南魚沼市姥沢新田にあり、大山祇命と天織姫命を祀っている。巻機権現が御機屋に遷る前は神字山に置かれており、古峰山から登山道があった。昔、この村に住む与作という男が母のために薬草の黄蓮を探しに巻機山に分け入り、山頂から聞こえてきた機を織る音を探りに行くと、そこに機を織る美しい娘がおり、事情を聞いた娘は薬草と布を手に麓を訪れ、与作の母を介抱した。母は快方に向かい、また娘は村中に機織りの技法を伝えた。与作が娘に求婚すると、娘は7月1日に「決して見てはならない」と言って納屋にこもり、機を織り始めた。与作と母がそれを覗いてしまうと、娘は蛇の正体を表し、2人の前から去った。人々は巻機山の化身として娘の残した布を祭り、娘の去った7月1日を祭礼の日とした。
木六神社（高龗神社）は南魚沼市大木六にある神社で、天の機女命と木花之開耶姫を祀っている。御神体の「機神」は布で、昔、木六村の若者が巻機の山中で美しい女神に出会い、木六の氏神にせよと告げられ、背負って村に帰る途中、ふと振り返ると女神がたちまち龍に姿を変え、驚いた若者の前から龍が立ち去ると、そこに一枚の布が残されていたという。それ以来、木六は機所として栄えた。異説には、大木六の村長で神主の細矢という旧家の祖先の弥右衛門という男が狩りのために国境の山を訪れたところ、道に迷って巻機山に登った。人が恐れて登らない深山であったが、山中で美しいお姫様が機を巻いている（織っている）のを見つけ、それに見とれていると、ここは人間の来るところではないが縁あって見られた幸せ者である、里に下りて村の鎮守として奉られようと言い、後ろを見るなと言って背負われたが、弥右衛門は1度だけ首を回して神様を見てしまった。それ以来、この家に生まれる男子は代々「すがめ」であるという。

## 開発計画
高度経済成長期の頃には黒川シャトー（黒川建設）によるスキー場建設の計画があったが、オイルショックによって中止となった。バブル期には住友不動産と大林組および地元の観光業者によるスキー場の開発計画があったが、自然保護意識の高まりを中心とした反対運動によって中止となった。

## 自然保護活動
昭和の登山ブームの頃に、登山者が非常に増えたことで、山道の周囲にごみが放置され、池塘や植生も踏み荒らされて破壊されるなどした。地元山岳会やボランティア、複数の大学山岳部やそのＯＢらと観光資源保護財団（現・日本ナショナルトラスト）が中心となって1974年に「巻機友の会」が結成され、1977年から「巻機山景観保全活動」が行われた結果、近年では自然が復元しつつある。

## 登山
南西側の南魚沼市清水から通じている登山道が主要なルートであるほか、いくつかのバリエーションルートが存在。
- 井戸尾根コース（桜坂コース、桧穴ノ段、空観路）

- ヌクビ沢コース
- 割引沢コース
- 天狗尾根コース
- 裏巻機コース

地元の自然保護活動団体によって前巻機と本峰の間の鞍部に巻機山避難小屋（無人）が設けられている。
清水集落まではJR六日町駅から南越後観光バス「六日町～清水」線がある。
1855年（安政2年）、平賀政五郎明心により開山。
1924年（大正13年）3月、一高旅行部の浜田（田辺）和雄と稲積豊二がスキーによる冬季登頂。
1936年（昭和11年）4月9日、深田久弥が登頂。
1941年（昭和16年）、田村空観により空観道路が拓かれる。
1983年（昭和58年）、木道完成。
田中陽希は、2014年8月9日（グレートトラバース）と、2019年10月10日（グレートトラバース3）に登頂。

## ギャラリー

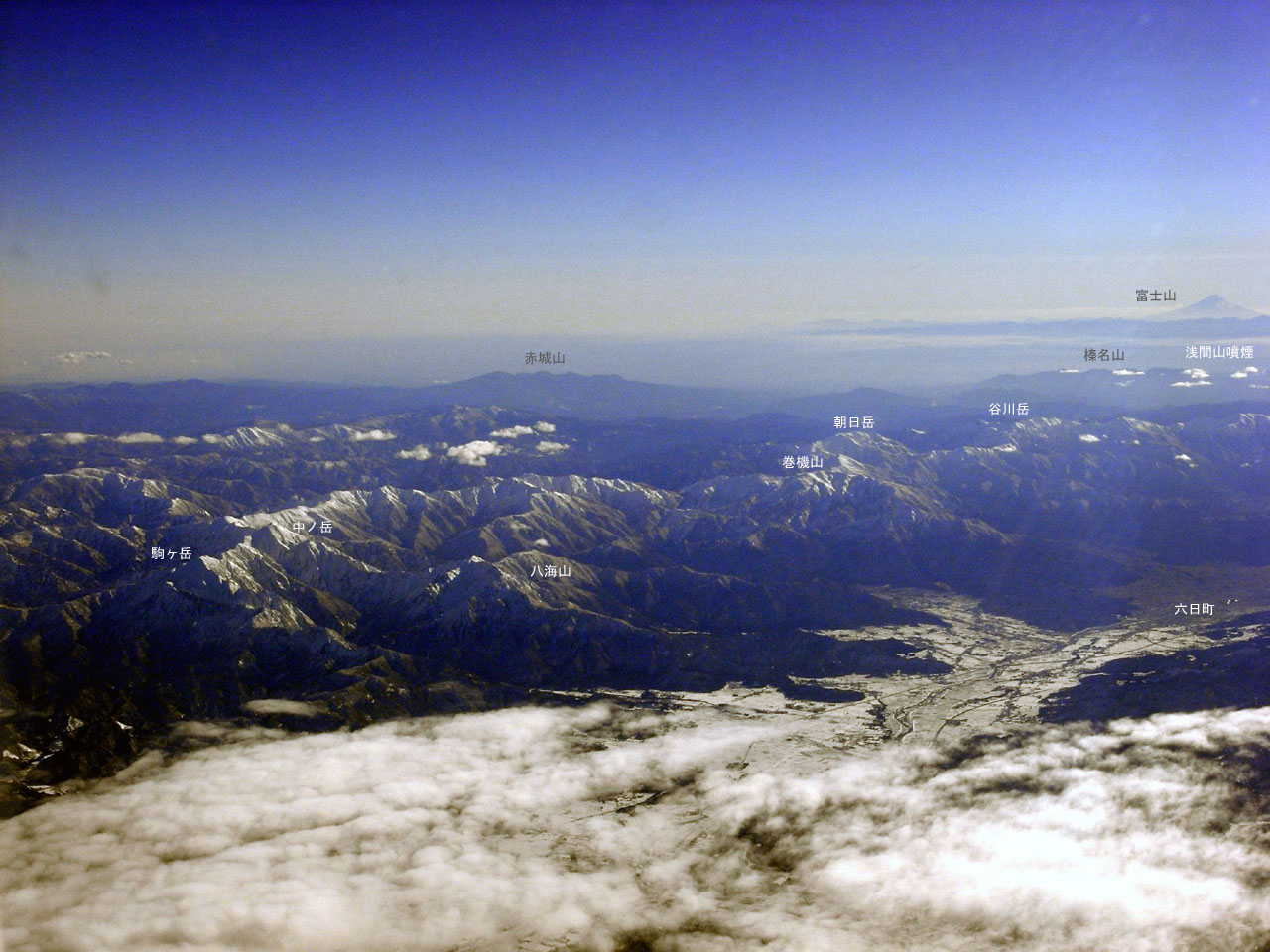
越後三山と巻機山（中央右）
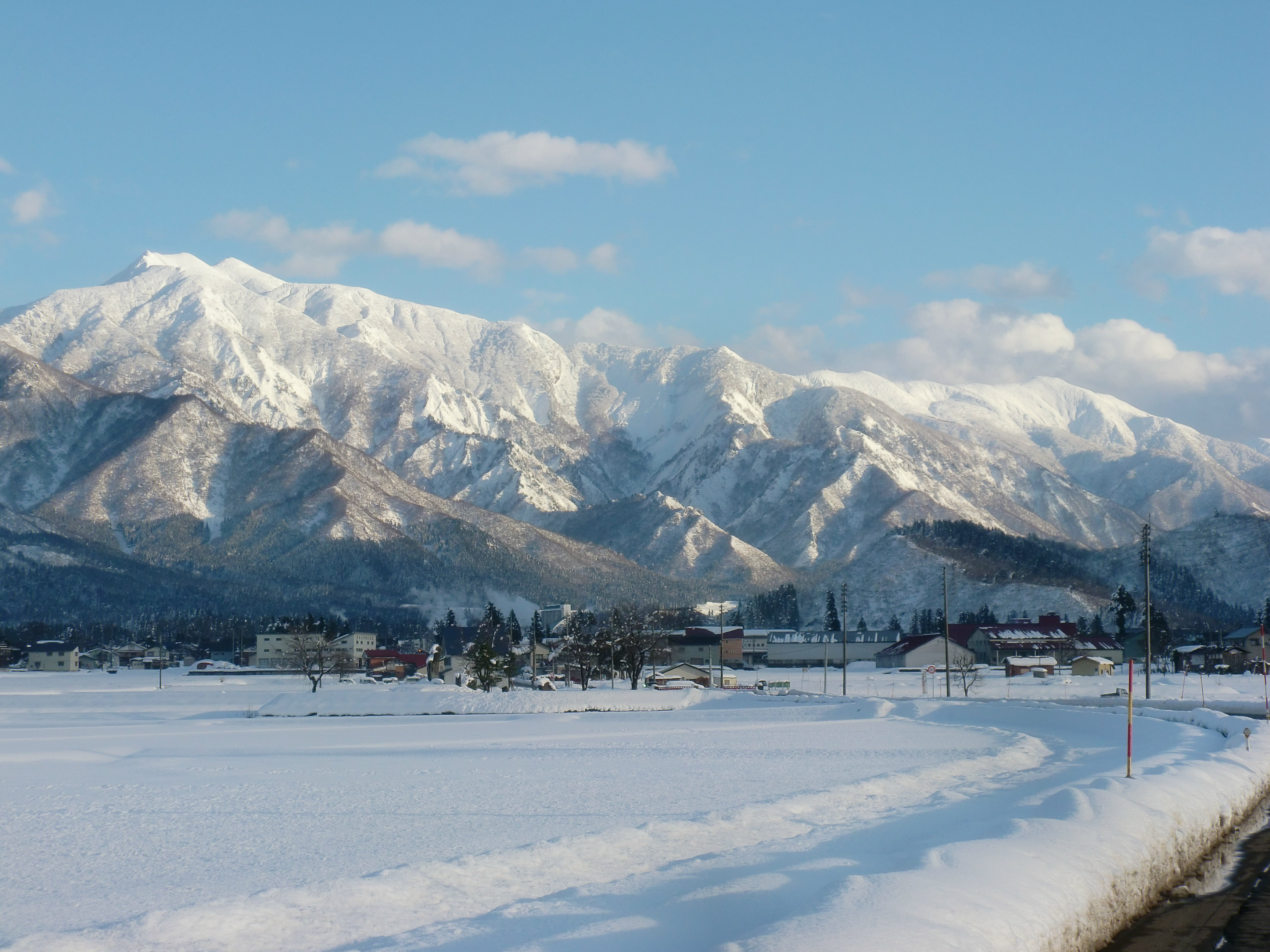
南魚沼市中野から望む、冬の巻機山
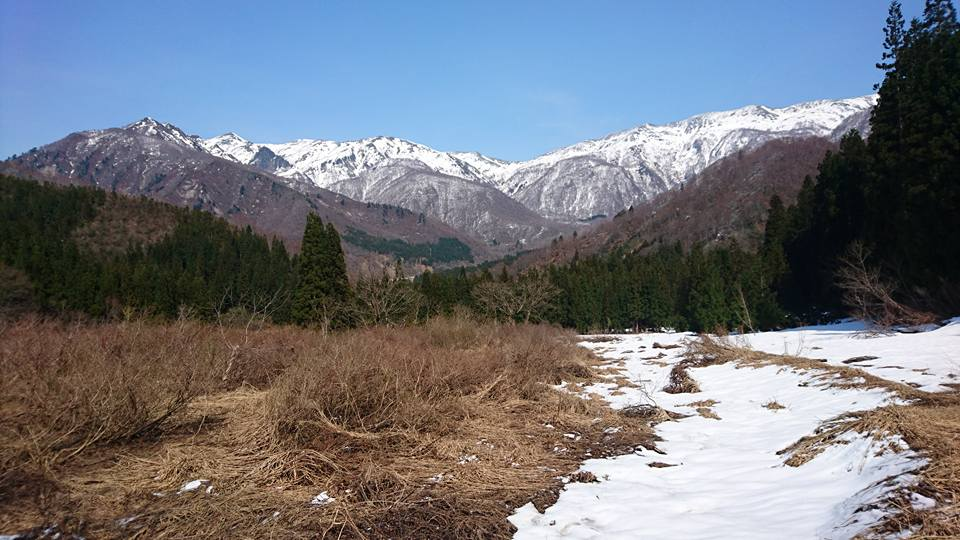
西谷後より、残雪の巻機山を望む
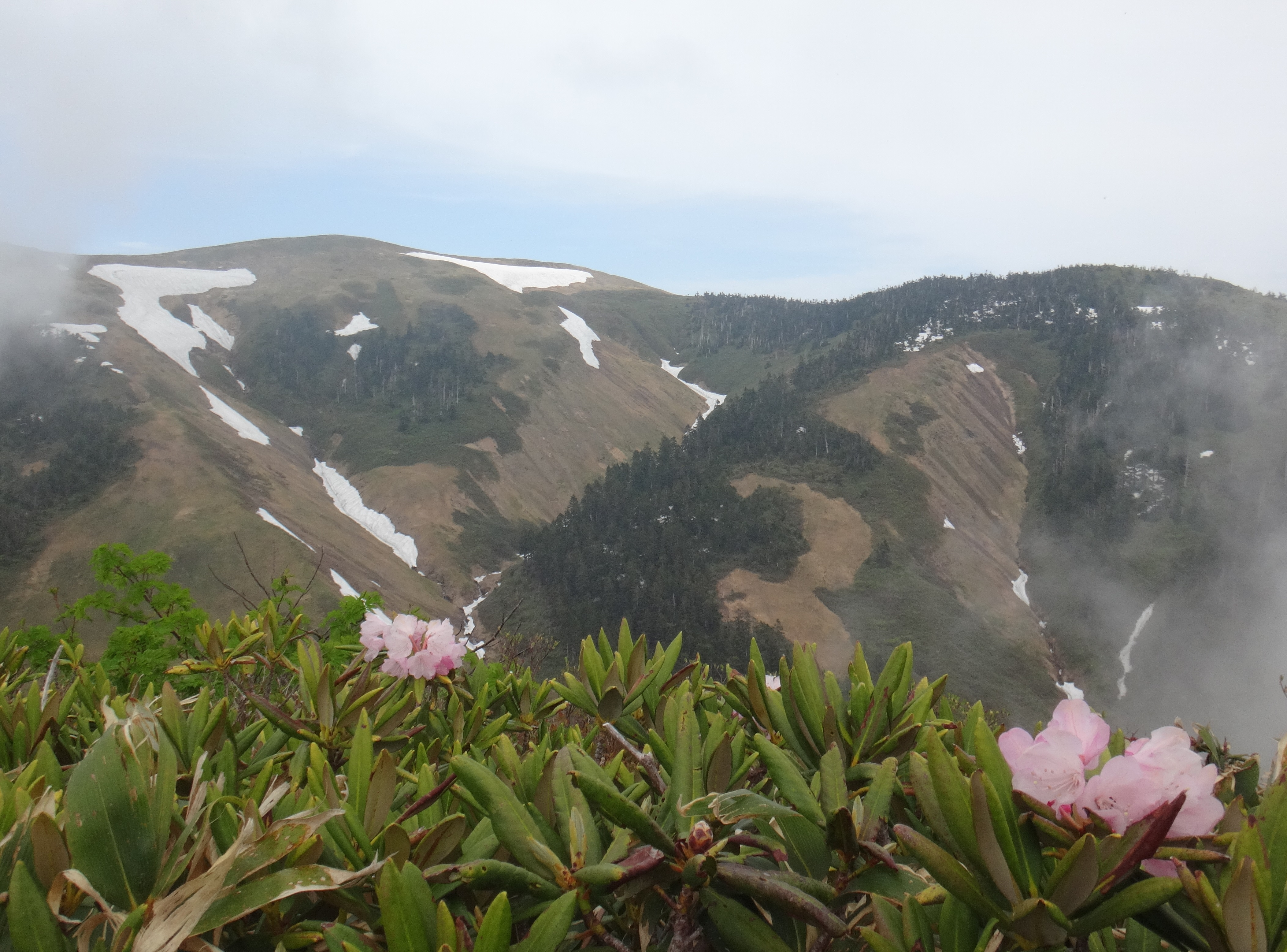
シャクナゲ咲く巻機山

## 近隣の山
- 平ヶ岳
- 朝日岳・谷川岳
- 金城山・古峰山・威守松山
- 高平ノ頭・ロクロノ頭・無黒山・姥見ノ頭

## 関連書籍
- 豊田和弘「ひとりぼっちの叛乱 とうちゃん、巻機山に生きろ」 1996 山と渓谷社
- 松本清「よみがえれ池塘よ草原よ 巻機山ボランティアからのメッセージ」 2000 山と渓谷社